# Tiberius Claudius Atticus Herodes
Tiberius Claudius Atticus Herodes († ca. 137) war ein römischer Senator des 2. Jahrhunderts n. Chr.
Herodes war Sohn des Tiberius Claudius Hipparchos, dessen Güter von Kaiser Domitian konfisziert wurden. Sein Sohn war der Redner und Mäzen Herodes Atticus. Angeblich durch einen Schatzfund reich geworden, wurde er von Kaiser Hadrian in den Senatorenstand aufgenommen und bekleidete im Jahr 133 das Suffektkonsulat.
Als Patronomos von Sparta überwachte Herodes mit sechs Kollegen die Agoge. Außerdem war er Hohepriester des Kaisers in Athen, wohl zwischen 97 und 102. Im Dionysostheater steht sein Name – oder der seines Sohnes – auf einem Ehrensitz. Ihm wurden zahlreiche Statuen und Denkmäler errichtet.